# Alewtina Wladimirowna Ibragimowa
Alewtina Wladimirowna Ibragimowa (russisch Алевтина Владимировна Ибрагимова; englische Schreibweise Alevtina Ibragimova; * 19. Januar 2005 in Moskau) ist eine russische Tennisspielerin.

## Karriere
Ibragimowa spielt bislang vor allem bei Turnieren der ITF Women’s World Tennis Tour, wo sie bisher einen Titel im Einzel und fünf im Doppel gewinnen konnte.
2019 startete sie beim Les Petits As in der Konkurrenz U14.
2022 qualifizierte sie sich für das Hauptfeld im Juniorinneneinzel bei den French Open, verlor aber bereits in der ersten Runde mit 5:7 und 4:6 gegen Luca Udvardy. Im Juniorinnendoppel verlor sie an der Seite ihrer Partnerin Ayşegül Mert ebenfalls bereits in der ersten Runde gegen die an Position zwei gesetzten und späteren Finalistinnen Nikola Bartůňková und Céline Naef mit 4:6 und 1:6.
2023 startete sie im Januar bei den Australian Open, wo sie im Juniorinnendoppel das Viertelfinale erreichte. Im Juniorinnendoppel verlor sie an der Seite von Yaroslava Bartashevich bereits das Auftaktmatch gegen Luciana Moyano und Amélie Šmejkalová knapp in drei Sätzen. Im Mai gewann sie ihren ersten ITF-Doppeltitel in Antalya. Anschließend erhielt sie für den mit 60.000 US-Dollar dotierten Haci Esmer Avci Tennis Cup eine Wildcard für das Hauptfeld im Dameneinzel, verlor jedoch bereits ihr Auftaktmatch gegen Ayla Aksu mit 4:6 und 1:6. Im Doppel verlor sie mit Partnerin Anastassija Kowaljowa ebenfalls bereits in der ersten Runde. Bei den French Open erreichte sie wie im Vorjahr im Juniorinneneinzel das Viertelfinale, das sie nur knapp in drei Sätzen gegen Lucciana Pérez Alarcón mit 6:2, 4:6 und 6:75 verlor. Im Juniorinnendoppel unterlag sie mit Partnerin Yaroslava Bartashevich in der ersten Runde dem topgesetzten Duo Alina Kornejewa und Sara Saitō mit 6:2, 3:6 und [0:10]. Im Juli qualifizierte sie sich beim mit 40.000 US-Dollar dotierten ITF World Tennis Tour Women’s 40K Hong Kong für das Hauptfeld im Dameneinzel, wo sie das Achtelfinale erreichte, sowie im Doppel mit Anastassija Kowaljowa das Viertelfinale. Im August erreichte sie das Achtelfinale bei den Leipzig Open sowie das Viertelfinale im Einzel und Halbfinale im Doppel bei den BTHC Women’s Open in Braunschweig. Im Oktober gelangte sie als Qualifikantin beim Challenger Hamburg – Hamburg Ladies & Gents Cup bis ins Halbfinale im Einzel und Doppel. Zwei Wochen später erreichte sie als Qualifikantin die zweite Runde im Hauptfeld des Dameneinzels bei den J&T Banka Slovak Open in Bratislava sowie mit Ella Seidel das Halbfinale im Doppel. Ende November verlor sie als Qualifikantin bei den Empire Women’s Indoor III (Trnava) im Hauptfeld des Dameneinzels bereits in der ersten Runde gegen die an Position zwei gesetzte Arina Rodionova, konnte aber mit Partnerin Aneta Kučmová das Viertelfinale im Doppel erreichen.
2024 gewann sie Anfang Februar ihren zweiten ITF-Doppeltitel und den ersten in einem mit 60.000 US-Dollar dotierten Turnier bei den Engie Open Andrézieux-Bouthéon. Eine Woche später erreichte sie als Qualifikantin das Hauptfeld im Einzel bei den Engie Open de l’Isère, wo sie gegen Margaux Rouvroy in der zweiten Runde knapp in drei Sätzen verlor. Im Doppel verlor sie an der Seite von Anastassija Kowaljowa bereits in der ersten Runde. Bei den W50 Mâcon erreichte sie als Qualifikantin mit Siegen über die topgesetzte Polina Kudermetowa und Kira Pawlowa das Viertelfinale, wo sie dann gegen Audrey Albié mit 2:6 und 2:6 verlor. Im Doppel erreichte sie mit Polina Kudermetowa das Halbfinale.

## Turniersiege

### Einzel
| Nr. | Datum           | Turnier | Kategorie | Belag | Finalgegnerin   | Ergebnis      |
| --- | --------------- | ------- | --------- | ----- | --------------- | ------------- |
| 1.  | 11. August 2024 | Leipzig | ITF W35+H | Sand  | Alexandra Vecic | 6:2, 1:6, 6:2 |

### Doppel
| Nr. | Datum             | Turnier             | Kategorie | Belag             | Partnerin               | Finalgegnerinnen                     | Ergebnis         |
| --- | ----------------- | ------------------- | --------- | ----------------- | ----------------------- | ------------------------------------ | ---------------- |
| 1.  | 6. Mai 2023       | Antalya             | ITF W15   | Sand              | Alexandra Schubladse    | Leyla Nilufer Elmas Başak Eraydın    | 6:4, 1:6, [10:3] |
| 2.  | 3. Februar 2024   | Andrézieux-Bouthéon | ITF W75   | Hartplatz         | Jekaterina Owtscharenko | Emily Appleton Freya Christie        | 3:6, 6:3, [10:5] |
| 3.  | 29. Juni 2024     | Périgueux           | ITF W35   | Sand              | Mariana Dražić          | Émeline Dartron Jenny Lim            | 7:5, 2:6, [10:5] |
| 4.  | 10. November 2024 | Petingen            | ITF W75   | Hartplatz (Halle) | Lian Tran               | Jesika Malečková Miriam Škoch        | 1:6, 6:2, [11:9] |
| 5.  | 31. Januar 2025   | Pune                | ITF W75   | Hartplatz         | Jelena Pridankina       | Marija Kosyrewa Iryna Schymanowitsch | 6:2, 1:6, [10:8] |